# La Face karchée de Sarkozy
La Face karchée de Sarkozy est une bande dessinée réalisée par Riss. Le scénario est de Richard Malka et l'enquête de Philippe Cohen. Isabelle Lebeau s'est chargée de la couleur. 
La bande dessinée est éditée par Fayard, collection Vents d'Ouest et est parue en 2006  (ISBN 2749303095).

## Sypnosis
L'histoire commence le 6 juin 2098, à l'université de la Sorbonne, à Paris, devant un jury de thèse sélectionné selon les quotas ethniques. Un étudiant en sciences politiques va raconter un « événement majeur dans la société française » : l'arrivée de Nicolas Sarkozy au pouvoir. Mais le livre raconte surtout l'engagement politique de Nicolas et sa biographie assez complète.

## Titre du livre
Le titre fait allusion, en modifiant la classique formule « la face cachée », au terme de Kärcher employé par Nicolas Sarkozy fin juin 2005, à La Courneuve. Il avait déclaré à propos de la lutte contre les voyous : « Le terme « nettoyer au Kärcher » est le terme qui s'impose, parce qu'il faut nettoyer cela ». L'expression avait fait l'objet d'une vive polémique.